# Terrers de Castilló
Els Terrers de Castilló és un petit territori del terme municipal de Conca de Dalt, a l'enclavament dels Masos de Baiarri, pertanyent a l'antic terme de Claverol, al Pallars Jussà.
Estan situats al costat de llevant de l'enclavament, al vessant nord-est del Cap de l'Alt de Baiarri, a la riba esquerra del torrent de Perauba. Són també al sud-oest del Serrat de Castilló, al sud-oest del Forcat de les Llaus.